# Astragalus abnormalis
Astragalus abnormalis är en ärtväxtart som beskrevs av Karl Heinz Rechinger. Astragalus abnormalis ingår i släktet vedlar, och familjen ärtväxter. Inga underarter finns listade i Catalogue of Life.